# Kenepuru
Kenepuru  est une banlieue essentiellement industrielle de la cité de Porirua , qui  est elle même une des cités de la région du Grand Wellington, dans l’Île du nord de la Nouvelle-Zélande.

## Situation
Elle siège immédiatement au sud-ouest du centre de la cité de Porirua.
L’hôpital de Kenepuru (en), le principal hôpital de Porirua, est localisé là, ainsi que la gare de gare de Kenepuru (en).

## Éducation
- Wellington Seventh-day Adventist School  est une école primaire, mixte, intégrée au public  dépendant du Église adventiste du septième jour allant de l’année 1 à 8[1] ,[2] avec un effectif de 84 élèves en mars 2020[3]

- collège Bishop Viard (en) est une école secondaire, mixte, privée , intégrée au public, pour les années 7 à 13[4] avec un effectif de 251 élèves[5]. Il fut fondé en 1968[6].